# Henri Sztulman
 (mai 2019).
Henri Sztulman, né en 1939, est un psychiatre et psychanalyste français, professeur émérite de psychopathologie à l'université Toulouse-Jean-Jaurès.

## Parcours

### Psychiatre et psychanalyste
Il soutient à l'université de Toulouse, en 1966, sa thèse de médecine, intitulée Temps et schizophrénie et obtient une licence de lettres.
Il exerce comme psychiatre depuis 1969. Il se forme comme psychanalyste à partir de 1974 et est reçu comme membre adhérent de la Société psychanalytique de Paris et membre de l'Association psychanalytique internationale. Il fait une carrière universitaire à partir de 1968 qui le conduit à être nommé professeur à l'université Toulouse-II. Il devient professeur émérite en 2005.
Il crée et dirige le laboratoire Centre d'études et de recherches en psychopathologie avec Claude Clanet, Marie Jean Sauret, et Patrick Denoux (CERPP, EA 795 en 1992 ,.
Il participe à la création puis dirige de 1972 à 1990 un hôpital de Jour pour adolescents psychotiques et états-limites, qui a servi de modèle à d'autres institutions de même orientation.
Il est membre honoraire de plusieurs associations, la Société médico-psychologique, la Société de l'évolution psychiatrique, la Société française de psychiatrie de l'enfant et de l'adolescent, ou encore l'International Society of Adolescent Psychiatry. Il est membre fondateur et premier président de l'Association internationale de psychopathologie clinique.

## Publications

### Ouvrages
- Psychanalyse et humanisme - Éditions Rue des Gestes, 2008, 94 p.
- Rimbaud , l'impossible amour -  Éditions Rue des Gestes, 2016, 151p.

#### Ouvrages collectifs
- Œdipe et psychanalyse d’aujourd’hui, Toulouse, Privat, 1978, 229 p.

- Pour un travail thérapeutique, Hôpital de Jour, Toulouse, éditions UTM, 1979, 254 p.

- (co-dir.) La curiosité en psychanalyse, Toulouse, Privat, 1981, 264 p.

- Le psychanalyste et son patient, Toulouse, Privat, 1983, 316 p.

- Les fantasmes originaires, Toulouse, Privat, 1986, 293 p.

- Les formes contemporaines du malaise dans la civilisation, Toulouse, PUM, 1996, 206 p.

### Articles et chapitres
- « Folie et maladie mentale », L’Évolution Psychiatrique 1971;2:258-77.
- « En guise d’introduction », in Le psychanalyste et son patient : études psychanalytiques sur le contre-transfert , Toulouse, Privat, p. 7-22 , 1983.
- « L’ambition thérapeutique », in Les techniques de soin en psychiatrie du secteur , J. Hochman (éd.), Lyon, PUL, p. 115-134 et p. 179-188 , 1983.
- « Déception, dépression essentielle et illusion chez les patients états-limites », L’Évolution Psychiatrique 1994;59(1):13-21.
- « Entre addictions et ordalie : les toxicomanes », Adolescence , 1997;15(2):57-65.
- « Vers le concept des personnalités limites addictives », Annales médicopsychologiques 2001;159(3):201-7.
- « Séduction », dans Alain de Mijolla (dir.), Dictionnaire international de la psychanalyse, Hachette Littératures, 2005 (ISBN 2-0127-9145-X), p. 1631-1632.

## Distinctions
- Chevalier de l'ordre national du Mérite (1992)
- Chevalier de la Légion d'honneur.
- Officier dans l'ordre des Palmes académiques (2004).